# Governatorato di Coquibacoa
Il governatorato di Coquibacoa, anche noto come Coquivacoa o Cunquivacoa, fu un effimero governatorato concesso dai Re Cattolici ad Alonso de Ojeda senza il consenso di Cristoforo Colombo, che all'epoca era il viceré delle Indie.

## Storia
Ojeda, che aveva partecipato al secondo viaggio di Cristoforo Colombo nelle Indie, al suo ritorno in Spagna siglò un accordo con i Re Cattolici senza il permesso di Cristoforo Colombo e partì in una spedizione il 18 maggio 1499 in collaborazione con il navigatore e cartografo Juan de la Cosa e con il navigatore italiano Amerigo Vespucci. Questo fu il primo dei cosiddetti "viaggi minori" o "viaggi andalusi", ai quali partecipò anche il geografo Martín Fernández de Enciso.
Dopo essersi separato da Vespucci, che si diresse verso il Brasile, Ojeda esplorò la costa dell'America del Sud dalla foce del fiume Esequibo fino alla penisola di Guajira, che chiamò isola di Coquibacoa, senza sapere che in realtà era una penisola. Successivamente si diresse verso Hispaniola, dove ebbe un conflitto con Colombo, per poi fare ritorno in Spagna.
Ojeda siglò nuovamente un accordo con i Re Cattolici il 18 giugno 1501, venendo nominato governatore di Coquibacoa in base ai risultati ottenuti nel suo primo viaggio. Nell'accordo gli fu concesso il diritto di fondare una colonia in quel territorio, anche se gli fu vietato di visitare il golfo di Paria, scoperto da Colombo nel suo terzo viaggio nel 1498. L'estensione esatta del governatorato è oggetto di controversia; alcuni affermano che si estendesse dalla punta della Vela fino al capo Chichiriviche, mentre altri sostengono che non avesse un confine preciso, ma fosse soggetto alle scoperte che venivano fatte. Allo stesso tempo, fu concesso un governatorato a Vicente Yáñez Pinzón sulla costa settentrionale del Brasile; entrambi i governatorati erano orientati alla ricerca del passaggio verso le Indie Orientali.
()
Ojeda si associò con i mercanti di Siviglia Juan de Vergara e García de Campos, i quali affittarono quattro caravelle che salparono nel gennaio del 1502. Ripercorse la stessa rotta del suo primo viaggio, ma senza fermarsi nel golfo di Paria, raggiunse l'isola di Margarita, dove cercò di ottenere oro e perle dagli indigeni usando vari metodi. Successivamente, navigò lungo le coste venezuelane e colombiane, da Curiana (nella parte occidentale dell'attuale stato di Falcón) fino alla penisola di Paraguaná, e il 3 maggio fondò una colonia nella penisola della Guajira, nella baia Honda e nella laguna di Cocinetas (vicino all'attuale Castilletes), chiamandola Santa Cruz. Questa colonia divenne il primo insediamento spagnolo ad avere un cabildo e una fortezza nel continente, ma il secondo in Sud America dopo la città sommersa attuale di Nueva Cádiz, presso l'Isola di Cubagua nello stato venezuelano di Nueva Esparta. Tuttavia, la colonia fu abbandonata tre mesi dopo la sua fondazione a causa dei conflitti con le popolazioni indigene circostanti e delle dispute tra gli stessi spagnoli. Vergara e Campos catturarono Ojeda per impadronirsi del poco bottino raccolto e abbandonarono il villaggio insieme ai coloni, imprigionando Ojeda a Hispaniola nel maggio del 1502.
Nel settembre del 1504, Ojeda stipulò nuovamente un accordo con i Re Cattolici per intraprendere un nuovo viaggio para ir a tierra firme de Coquibacoa (verso la terraferma di Coquibacoa). In seguito a questi risultati, il governo di Coquibacoa fu abolito.